# Militärflugplatz Koksijde

i8
i11
i13
Der Militärflugplatz Koksijde (niederländisch Vliegbasis Koksijde, ICAO-Code: EBFN) ist ein Militärflugplatz der belgischen Luftkomponente. Die Basis liegt in der Region Flandern in der Provinz Westflandern am südlichen Stadtrand von Koksijde. Sie dient den Belgischen Streitkräften heute insbesondere als "Search and Rescue"-Hubschrauberstützpunkt.

## Geschichte
Der Flugplatz entstand während des Ersten Weltkrieges im besetzten Belgien für die Luftstreitkräfte des Deutschen Kaiserreichs.
Zwischen den beiden Weltkriegen wurde er durch die Aviation Militaire Belge weitergenutzt.
Während der deutschen Besatzung im Zweiten Weltkrieg nutzte die Luftwaffe den Platz zwischen 1940 und 1944 erneut. In dieser Zeit entstand eine erste Start- und Landebahn aus Beton. Nach schweren alliierten Bombardements im Winter 1943/1944 gab die Luftwaffe den Flugplatz Anfang Juni 1944 auf, nicht ohne zuvor die Einrichtung zerstört und das Gelände vermint zu haben.
Die britische Royal Air Force setzte Airfield B.71, so sein alliierter Codename, im Herbst 1944 instand und am 15. Oktober 1946 übernahmen ihn die Belgischen Luftstreitkräfte am Tag ihrer Gründung. Ab Januar 1948 beherbergte die Flugbasis die Jagdschule der Luftstreitkräfte; sie flog die Spitfire und verlegte im Januar 1957 nach Brustem. In den folgenden 18 Monaten existierte hier noch für kurze Zeit das 13. Jagdgeschwader, das nach wie vor die Spitfire flog und zum 1. Juli 1958 aufgelöst wurde.

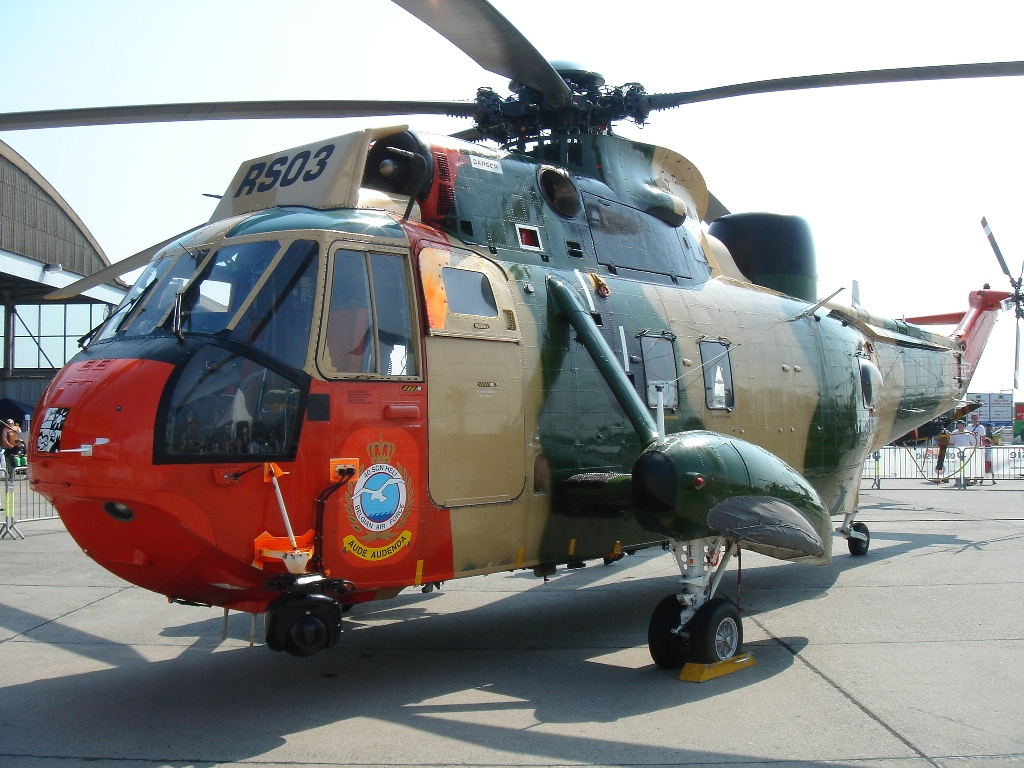
Sea King Mk.48, 2006

Die 40. Hubschrauber-Staffel wurde im April 1961 als „Heliflight“ in Koksijde zum Betrieb von Rettungshubschraubern aufgestellt, sie flog zunächst nur die Sikorsky HSS1. Im Jahre 1971 kamen einige Alouette III hinzu, die eine zusätzliche „Heliflight Marine“ bildeten. Die Einheit übernahm 1973 die Tradition der 40. Staffel und flog in der SAR-Rolle seit November 1976 die Sea King Mk.48. Die letzten Sikorskys, sie unterstützen in den 1970/1980er Jahren belgische Nike Hercules Stellungen in Deutschland, wurden Ende 1986 außer Dienst gestellt.
Zwischen 1967 und 1994 existierte hier daneben noch ein Ausbildungszentrum.
Im Mai 2014 traf die erste von vier Caïman auf der Basis ein, die letzte folgte im März 2017. Sie wird seit August 2015 für Rettungseinsätze eingesetzt; anfangs noch parallel zur Sea King, die Anfang 2019 schließlich außer Dienst gestellt wurde.

## Heutige Nutzung
Die Basis beherbergt zurzeit (2019) folgende Verbände:
- 40. Staffel, ausgerüstet mit Caïman-SAR-Hubschraubern (seit 2014)
- Heliflight Marine, ausgerüstet mit Alouette III-Mehrzweckhubschraubern inzwischen auch als Bordhubschrauber der Marine genutzt (seit 1971)

## Nutzung für den Sport
In den 1960er- und 1980er-Jahren wurde der Flugplatz vorübergehend für Motorsportveranstaltungen genutzt. Wechselnde Veranstalter organisierten hier von 1967 bis 1969 und von 1986 bis 1988 sechs Ausgaben der Trofee van de Noordzee. Auf Teilen des Flugfeldes waren dabei temporäre Rennstrecken mit unterschiedlichen Kursen abgesteckt worden. 1967 und 1968 fanden hier Formel-V-Rennen statt, 1969 war die Trofee van de Noordsee ein Lauf der Europäischen Formel-5000-Meisterschaft. In den 1980er-Jahren gab es in Koksijde drei Rennen mit Fahrzeugen der Gruppe N. Weitere Veranstaltungen, die für 1989 und 1996 geplant waren, wurden kurzfristig abgesagt.
Der Duinencross Koksijde, ein seit 1969 bestehendes Cyclocrossrennen, findet teilweise auf dem Gelände des Flugfelds statt, insbesondere befindet sich dort die Start- und Ziellinie.